# Gideonsbergs IF
Die Gideonsbergs IF ist ein schwedischer Fußballverein aus Västerås. Der Verein ist vor allem für seine Frauenfußballmannschaft bekannt, die sowohl in der Damallsvenskan schwedischer Landesmeister wurde, als auch den Landespokal gewann.

## Geschichte
Die Frauenmannschaft des Gideonsbergs IF gehörte in der Spielzeit 1988 zu den zwölf Gründungsmitgliedern der Damallsvenskan. Nachdem zu Beginn dreimal sechste Plätze erspielt wurden, zog die Mannschaft in der Spielzeit 1991 als Tabellenvierter erstmals in die Meisterschaftsendrunde ein. Im selben Jahr gelang erstmals der Einzug ins Pokalfinale, in dem sie sich Öxabäck/Mark IF geschlagen geben musste. In der folgenden Spielzeit belegte sie hinter Öxabäck/Mark IF in der regulären Spielzeit den zweiten Platz, gewann aber in der Endrunde die Meisterschaft. Dabei gelang dem Klub mit einem 11:0-Erfolg im September 1992 gegen Jitex BK der höchste Sieg in der Vereinsgeschichte. Durch eine 1:2-Niederlage im Pokalfinale gegen Älvsjö AIK verpasste die Mannschaft jedoch den Gewinn des Doubles.
1993 gelang Gideonsbergs IF der zweite Titelgewinn, als der Tabellendritte der Spielzeit im Pokalfinale sich durch einen 4:1-Endspielerfolg für die Vorjahresniederlage gegen Älvsjö AIK im Pokalfinale rächte. Im folgenden Jahr gelang der vierte Finaleinzug im Pokal in Folge, der Klub verlor allerdings gegen die Frauenmannschaft von Hammarby IF. Nach der Vizemeisterschaft in der Spielzeit 1995 ging es mit dem Klub bergab, am Ende der Spielzeit 1998 stieg er als Tabellenletzter zusammen mit BK Kenty und Öxabäck/Mark IF in die Zweitklassigkeit ab. Dort hielt sich die Mannschaft bis zum Ende der Spielzeit 2008, als sie erstmals in die dritte Liga abstieg. In der Division 2 Västra Svealand verpasste sie als Tabellenzweiter hinter Sils IF den direkten Wiederaufstieg.
Die Männermannschaft des Klubs trat bisher kaum überregional in Erscheinung. 1994 spielte sie kurzzeitig in der dritten Liga. Im Dezember 2008 wurde eine Zusammenarbeit des Klubs mit Västerås SK und Västerås IK vereinbart, in deren Folge der Klub die besten Spieler aus seiner Jugendabteilung an Västerås SK abtritt.

## Erfolge
- Schwedischer Meister: 1992
- Schwedischer Pokal:
  - Sieger: 1993
  - Finalist: 1991, 1992, 1994